# Olympische Sommerspiele 1952/Hockey
Bei den Olympischen Sommerspielen 1952 in der finnischen Hauptstadt Helsinki wurde ein Hockeyturnier für Herren ausgetragen. Die Anzahl der Teilnehmer wurde vom IOC 1950 einschließlich des Gastgebers Finnland auf maximal zwölf festgelegt. Die Spiele der Hauptturniers fanden im Velodrom statt.

## Turniermodus
Der Hockeyweltverband FIH erstellte eine Rangliste der 16 potentiellen Teilnehmer: 1. Indien, 2. Pakistan, 3. Niederlande, 4. Großbritannien, 5. Belgien, 6. Dänemark, 7. Frankreich, 8. Spanien, 9. Schweiz, 10. Argentinien, 11. Österreich, 12. USA, 13. Finnland, sowie als Nachrücker 1. Deutschland, 2. Italien, 3. Polen. Nach Absagen von Spanien, Dänemark, Argentinien und den USA, konnten alle übrigen Nationen am Turnier teilnehmen.
Die zwölf Teilnehmer spielten im K.-o.-System die Medaillen aus. Die vier Freilose in der ersten Runde erhielten die ersten vier der von der FIH erstellten Rangliste. Die Sieger der Vorrunde und die vier Gesetzten spielten die Viertelfinals, die Sieger der Viertelfinals kamen ins Halbfinale. Die Verlierer der Halbfinals spielten um Bronze, die Sieger um Gold.
Weitere Platzierungsspiele – ebenfalls im K.-o.-System – haben stattgefunden, werden im offiziellen IOC-Bericht jedoch nicht aufgeführt. In der Trostrunde 1 spielten die Verlierer der Viertelfinals gegen die Verlierer der Vorrunde. Die Sieger spielten in der Trostrunde 2, anschließend spielten die Sieger um Platz 5, die Verlierer um Platz 7. Die Verlierer der Trostrunde 1 blieben unplatziert.

## Hauptturnier
|  | Achtelfinale   | Achtelfinale |             |                | Viertelfinale   | Viertelfinale |            |   | Halbfinale | Halbfinale |  |  | Spiel um Gold | Spiel um Gold |
|  |                |              |             |                |                 |               |            |   |            |            |  |  |               |               |
|  |                |              |             |                |                 |               |            |   |            |            |  |  |               |               |
|  |                |              |             |                |                 |               |            |   |            |            |  |  |               |               |
|  |                |              |             |                |                 |               |            |   |            |            |  |  |               |               |
|  | Indien         | 4            |             |                |                 |               |            |   |            |            |  |  |               |               |
|  | Indien         | 4            |             |                |                 |               |            |   |            |            |  |  |               |               |
|  |                |              |             |                | Österreich      | 0             |            |   |            |            |  |  |               |               |
|  | Österreich     | 2            |             |                | Österreich      | 0             |            |   |            |            |  |  |               |               |
|  | Österreich     | 2            |             |                |                 |               |            |   |            |            |  |  |               |               |
|  | Schweiz        | 1            |             |                |                 |               |            |   |            |            |  |  |               |               |
|  | Schweiz        | 1            | Indien      | 3              |                 |               |            |   |            |            |  |  |               |               |
|  |                |              | Indien      | 3              |                 |               |            |   |            |            |  |  |               |               |
|  |                |              |             | Großbritannien | 1               |               |            |   |            |            |  |  |               |               |
|  |                |              |             |                | 1               |               |            |   |            |            |  |  |               |               |
|  |                |              |             |                |                 |               |            |   |            |            |  |  |               |               |
|  |                |              |             |                |                 |               |            |   |            |            |  |  |               |               |
|  | Großbritannien | 1            |             |                |                 |               |            |   |            |            |  |  |               |               |
|  | Großbritannien | 1            |             |                |                 |               |            |   |            |            |  |  |               |               |
|  |                |              |             |                | Belgien         | 0             |            |   |            |            |  |  |               |               |
|  | Belgien        | 6            |             |                | Belgien         | 0             |            |   |            |            |  |  |               |               |
|  | Belgien        | 6            |             |                |                 |               |            |   |            |            |  |  |               |               |
|  | Finnland       | 0            |             |                |                 |               |            |   |            |            |  |  |               |               |
|  | Finnland       | 0            | Indien      | 6              |                 |               |            |   |            |            |  |  |               |               |
|  |                |              | Indien      | 6              |                 |               |            |   |            |            |  |  |               |               |
|  |                |              |             | Niederlande    | 1               |               |            |   |            |            |  |  |               |               |
|  |                |              |             |                | 1               |               |            |   |            |            |  |  |               |               |
|  |                |              |             |                |                 |               |            |   |            |            |  |  |               |               |
|  |                |              |             |                |                 |               |            |   |            |            |  |  |               |               |
|  | Niederlande    | 1            |             |                |                 |               |            |   |            |            |  |  |               |               |
|  | Niederlande    | 1            |             |                |                 |               |            |   |            |            |  |  |               |               |
|  |                |              |             |                | BR Deutschland  | 0             |            |   |            |            |  |  |               |               |
|  | BR Deutschland | 7            |             |                | BR Deutschland  | 0             |            |   |            |            |  |  |               |               |
|  | BR Deutschland | 7            |             |                |                 |               |            |   |            |            |  |  |               |               |
|  | Polen          | 2            |             |                |                 |               |            |   |            |            |  |  |               |               |
|  | Polen          | 2            | Niederlande | 1              |                 |               |            |   |            |            |  |  |               |               |
|  |                |              | Niederlande | 1              |                 |               |            |   |            |            |  |  |               |               |
|  |                |              |             | Pakistan       | 0               |               |            |   |            |            |  |  |               |               |
|  |                |              |             |                | 0               |               |            |   |            |            |  |  |               |               |
|  |                |              |             |                | Spiel um Bronze |               |            |   |            |            |  |  |               |               |
|  |                |              |             |                |                 |               |            |   |            |            |  |  |               |               |
|  | Pakistan       | 6            |             |                |                 |               |            |   |            |            |  |  |               |               |
|  | Pakistan       | 6            |             |                | Großbritannien  | 2             |            |   |            |            |  |  |               |               |
|  |                |              |             |                | Großbritannien  | 2             | Frankreich | 0 |            |            |  |  |               |               |
|  | Frankreich     | 5            | Pakistan    | 1              |                 |               | Frankreich | 0 |            |            |  |  |               |               |
|  | Frankreich     | 5            | Pakistan    | 1              |                 |               |            |   |            |            |  |  |               |               |
|  | Italien        | 0            |             |                |                 |               |            |   |            |            |  |  |               |               |

### Achtelfinale
| 15. Juli 1952 18:00 Uhr | Österreich · Strachota 17′ · Matz ??′ | 2:1 | Schweiz | Helsingin Velodromi, Helsinki |

| 15. Juli 1952 19:30 Uhr | Belgien · Mechelynck 14′ · Delaval 36–45′, 65–70′ · Bousmanne 36–45′ · Toussaint 36–45′ · Goossens 36–45′ · | 6:0 | Finnland | Helsingin Velodromi, Helsinki |

| 16. Juli 1952 18:00 Uhr | BR Deutschland · Stoltenberg ??′ · Budinger ??′, ??′, ??′, ??′, ??′ · Thielemann ??′ | 7:2 | Polen · J. Flinik ??′ · Marzec ??′ | Helsingin Velodromi, Helsinki |

| 16. Juli 1952 19:30 Uhr | Frankreich | 5:0 | Italien | Helsingin Velodromi, Helsinki |

### Viertelfinale
| 17. Juli 1952 18:00 Uhr | Indien · Lal 32′ · Gentle 39′ · K.D. Singh 55′ · B. Singh 57′ | 4:0 | Österreich | Helsingin Velodromi, Helsinki |

| 17. Juli 1952 19:30 Uhr | Großbritannien · Nugent 50′ | 1:0 | Belgien | Helsingin Velodromi, Helsinki |

| 18. Juli 1952 18:00 Uhr | Niederlande · Esser ??′ | 1:0 | BR Deutschland | Helsingin Velodromi, Helsinki |

| 18. Juli 1952 19:30 Uhr | Pakistan · Hamid ??′, ??′, ??′ · Aziz Malik ??′ · Mir ??′ · Hassan ??′ | 6:0 | Frankreich | Helsingin Velodromi, Helsinki |

### Halbfinale
| 20. Juli 1952 18:00 Uhr | Indien · B. Singh 1′, 14′, 26′ | 3:1 | Großbritannien · Norris 20′ | Helsingin Velodromi, Helsinki |

| 20. Juli 1952 19:30 Uhr | Niederlande · Wery | 1:0 | Pakistan | Helsingin Velodromi, Helsinki |

### Spiel um Bronze
| 22. Juli 1952 19:00 Uhr | Großbritannien · Conroy 25′ · Fletcher 30′ | 2:1 | Pakistan · Malik 33′ | Helsingin Velodromi, Helsinki |

### Finale
| 24. Juli 1952 17:00 Uhr | Indien · B. Singh 14′, 16′, 34′, 43′, 65′ · K.D. Singh 25′ | 6:1 Spielbericht | Niederlande · Esser 55′ | Helsingin Velodromi, Helsinki |

## Trostturnier
|  | Viertelfinale  | Viertelfinale |                |   | Halbfinale | Halbfinale |  |  | Spiel um Platz 5 | Spiel um Platz 5 |
|  |                |               |                |   |            |            |  |  |                  |                  |
|  | BR Deutschland | 7             |                |   |            |            |  |  |                  |                  |
|  | Finnland       | 0             |                |   |            |            |  |  |                  |                  |
|  | Finnland       | 0             | BR Deutschland | 2 |            |            |  |  |                  |                  |
|  |                |               | BR Deutschland | 2 |            |            |  |  |                  |                  |
|  |                | Österreich    | 1              |   |            |            |  |  |                  |                  |
|  | Österreich     | Österreich    | 1              | 2 |            |            |  |  |                  |                  |
|  | Österreich     |               |                | 2 |            |            |  |  |                  |                  |
|  | Italien        | 0             |                |   |            |            |  |  |                  |                  |
|  |                |               | BR Deutschland | 4 |            |            |  |  |                  |                  |
|  |                | Polen         | 0              |   |            |            |  |  |                  |                  |
|  | Belgien        | 0             |                |   |            |            |  |  |                  |                  |
|  | Polen          | 1             |                |   |            |            |  |  |                  |                  |
|  | Polen          | 1             | Polen          | 1 |            |            |  |  |                  |                  |
|  |                |               | Polen          | 1 |            |            |  |  |                  |                  |
|  |                | Schweiz       | 0              |   |            |            |  |  |                  |                  |
|  | Frankreich     | Schweiz       | 0              | 1 |            |            |  |  |                  |                  |
|  | Frankreich     |               |                | 1 |            |            |  |  |                  |                  |
|  | Schweiz        | 3             |                |   |            |            |  |  |                  |                  |

### Viertelfinale
| 21. Juli 1952 | BR Deutschland · Budinger ??′, ??′, ??′, ??′ · Dollheiser ??′, ??′, ??′ | 7:0 | Finnland | Helsingin Velodromi |

| 21. Juli 1952 18:00 Uhr | Österreich | 2:0 | Italien | Kaurialan kenttä, Hämeenlinna |

| 21. Juli 1952 17:00 Uhr | Belgien | 4:3 n. V. (annulliert) 1 | Polen · J. Flinik ??′, ??′ · H. Flinik ??′ | Helsingin Velodromi, Helsinki |

| 22. Juli 1952 17:00 Uhr | Belgien | 0:1 | Polen · J. Flinik | Helsingin Velodromi, Helsinki |

| 21. Juli 1952 19:00 Uhr | Frankreich | 1:3 | Schweiz | Porvoon Keskuskenttä, Porvoo |

### Halbfinale
| 23. Juli 1952 19:00 Uhr | BR Deutschland | 2:1 | Österreich · Pecanka | Porvoon Keskuskenttä, Porvoo |

| 23. Juli 1952 19:00 Uhr | Polen · J. Flinik | 1:0 | Schweiz | Porvoon Keskuskenttä, Porvoo |

### Spiel um Platz 5
| 23. Juli 1952 19:00 Uhr | BR Deutschland | 4:0 | Polen | Porvoon Keskuskenttä, Porvoo |

## Halbfinalisten
| | | | 4 |
| Indien | Niederlande | Großbritannien | Pakistan |
| --- | --- | --- | --- |
| Leslie Claudius Meldric Daluz Keshav Dutt Chinadori Deshmutu Ranganathan Francis Raghbir Lal Govind Perumal Muniswamy Rajgopal Balbir Singh Dharam Singh Grahanandan Singh Kunwar Digvijay Singh Randhir Singh Gentle Udham Singh | Jules Ancion André Boerstra Harry Derckx Han Drijver Dick Esser Roepie Kruize Dick Loggere Lau Mulder Eddy Tiel Wim van Heel Leonard Wery | Denys Carnill John Cockett John Conroy Graham Dadds Derek Day Dennis Eagan Robin Fletcher Roger Midgley Richard Norris Neil Nugent Anthony Nunn Anthony John Robinson John Paskin Taylor | Manzoor Hussain Atif Jack Britto Abdul Hamid Mahmoodul Hassan Asghar Ali Khan Muhammad Niaz Khan Habib Ali Kiddie Malik Aziz Abdul Latif Mir Habibur Rehman Latif-ur-Rehman Qazi Abdul Waheed |

## Teams Deutschland, Österreich, Schweiz
| Deutschland | Österreich | Schweiz |
| --- | --- | --- |
| Günther Brennecke Hugo Budinger Hugo Dollheiser Hans-Jürgen Dollheiser Wilfried Grube Friedrich Hidding Alfred Lücker Carl-Ludwig Peters Werner Rosenbaum Karl-Heinz „Zam“ Schmidt Heinz Schütz Rolf Stoltenberg Wilhelm Suhren Heino Thielemann Günther Ullerich | Kurt Dvorak Karl Holzapfel Walter Kaitna Alfred Knoll Hermann Knoll Johann Koller Josef Matz Josef Pecanka Robert Pecanka Ernst Schala Josef Schimmer Franz Strachota | Jean-Pierre Bolomey Kurt Goldschmid Hans Grüner Rudolf Keller Fridolin Kurmann Kurt Müller Gilbert Recordon Jean-Pierre Roche Fritz Stuhlinger Hugo Vonlanthen Roger Zanetti |